# Анищенко, Иван Петрович
Ива́н Петро́вич Ани́щенко (24 июня 1914, Тёткино, Курская губерния, Российская империя — 7 ноября 1996, Москва, Россия) — советский военный инженер, генерал-майор инженерных войск (1961). Начальник КВВИКУ имени А. А. Жданова (1961—1972).

## Биография
Родился 24 июня 1914 года в селе Тёткино Курской губернии.
С 1935 года призван в ряды РККА и направлен для обучения в Ленинградское военно-инженерное училище. С 1938 по 1940 год служил в Инженерном управлении РККА в должностях старшего техника контрольно-приёмного аппарата и помощника военного представительства. С 1940 по 1941 год обучался в Военно-инженерной академии. 
С 1941 года участник Великой Отечественной войны в составе 54-й армии в должности помощника командира 5-го отдельного минно-железнодорожного батальона по технической части. С 1942 года — заместитель командира 219-го сапёрного батальона в составе 115-й стрелковой дивизии. С 1943 года — командир 734-го отдельного минно-сапёрного батальона в составе 2-й ударной армии, участник битвы за Ленинград. С 1944 года — командир 171-го инженерно-сапёрного батальона в составе 21-й армии, участник Висло-Одерской операции. Воевал в составе войск Волховского, Ленинградского, 2-го Белорусского фронтах.  
С 1946 по 1949 год обучался в Военной академии имени М. В. Фрунзе, которую окончил с золотой медалью. 
С 1949 по 1957 год — начальник штаба 56-го отдельного инженерно-сапёрного полка, начальник штаба и командир 55-й гвардейской инженерно-сапёрной бригады. С 1957 по 1959 год обучался в Военной академии Генерального штаба Вооружённых Сил СССР. С 1959 по 1961 год — начальник инженерных войск 11-й гвардейской армии. В 1961 году Постановлением СМ СССР присвоено воинское звание генерал-майор инженерных войск. 
С 1961 по 1972 год — начальник Калининградского высшего военно-инженерного командного ордена Ленина Краснознамённого училища имени А. А. Жданова. 
С 1972 по 1974 год на педагогической работе в Военно-инженерной Краснознамённой академии имени В. В. Куйбышева в качестве начальника кафедры тактики инженерных войск и инженерного обеспечения боя и операции.
С 1974 года в запасе.
Скончался 7 ноября 1996 года на 83-м году жизни в Москве. Похоронен на Митинском кладбище.

## Награды
- Три ордена Красного Знамени (02.10.1944, 16.05.1945, 30.12.1956)
- Орден Кутузова III степени (22.06.1945)
- Орден Александра Невского (31.01.1944)
- Орден Отечественной войны I степени (22.06.1944, 1985)
- Два ордена Красной Звезды (22.08.1943, 17.05.1951)
- Медаль «За боевые заслуги» (06.11.1945)
- Медаль «За оборону Ленинграда» (22.12.1942)
- Медаль «За победу над Германией в Великой Отечественной войне 1941—1945 гг.»[5][6]